# نیکولا ولاشیچ
نیکولا ولاشیچ (کرواتی: Nikola Vlašić؛ زادهٔ ۴ اکتبر ۱۹۹۷) بازیکن فوتبال اهل کرواسی است که به صورت قرضی برای باشگاه تورینو بازی می‌کند.
از باشگاه‌هایی که در آن بازی کرده‌است، می‌توان به هایدوک اسپلیت، اورتون و زسکا مسکو اشاره کرد.
وی همچنین در تیم ملی فوتبال کرواسی بازی کرده‌است.